# 冀懋中
冀懋中，字赞仪，號玄枢，河南汝寧府上蔡县人。明朝政治人物、進士出身。

## 生平
懋中登万历三十一年（1603年）癸卯科河南鄉試第五十四名舉人，三十二年（1604年）联捷甲辰科進士，授博平县知县，政聲大著，三十五年調益都縣，以卓異聞。丁内艱歸，服除，補满城县，遷南刑部主事，尋擢郎中，出知临洮府，四十四年升本省隴右道副使，天啓三年改貴州监軍道副使，五年五月調分守西宁道，乞歸。

## 家族
曾祖冀諱鸞。祖冀守富。父冀夢曾，號竹軒，官濬縣丞，丁艱歸，服闋，遷階州同知，州素無學校，夢曾請立學宫，以教養士，因疾告歸。嫡母王氏，生母韓氏。慈侍下。弟懋和。娶曹氏。